# 中航西飞
中航西安飞机工业集团股份有限公司 (深交所：000768，简称：中航西飞)是中国陕西省西安市的一间在深圳证券交易所上市的飞机制造商，前身为中航飞机股份有限公司（简称中航飞机）及西安飞机国际航空制造股份有限公司（简称西飞国际）。西飞国际是中国第一家以飞机为主业的上市公司。
1997年，西安飛機工業(集團)有限責任公司成立，並在同年於深圳證券交易所上市，從事軍用飛機、民用飛機及其飛行器零件的設計。
2013年1月，西飞国际重组，更名为中航飞机股份有限公司。上市公司简称变更为“中航飞机”。2020年12月1日，该公司再更改证券简称为“中航西飞”。
2020年12月，中航西飞完成重大资产置换，置入西安飞机工业（集团）有限责任公司、陕西飞机工业（集团）有限公司、中航天水飞机工业有限责任公司等飞机整机制造及维修资产，实现对大中型飞机整机制造资产的专业化整合。

## 連結
- 西安飛機工業（集團）有限責任公司